# HD 63077
HD 63077 ( eller HR 3018) är en trippelstjärna i den mellersta delen av stjärnbilden Akterskeppet som också har Gouldbeteckningen 171 G Puppis. Den har en skenbar magnitud av ca 5,38 och är svagt synlig för blotta ögat där ljusföroreningar ej förekommer. Baserat på parallaxmätning inom Hipparcosuppdraget på ca 65,8 mas, beräknas den befinna sig på ett avstånd på ca 50 ljusår (ca 15 parsek) från solen. Den rör sig bort från solen med en heliocentrisk radialhastighet på ca 103 km/s.

## Egenskaper
Primärstjärnan HD 63077 A är en gul till vit stjärna i huvudserien av spektralklass F9 V. Den har en massa som är ca 0,8 solmassa, en radie som är ca 1,1 solradier och har ca 1,6 gånger solens utstrålning av energi från dess fotosfär vid en effektiv temperatur av ca 5 800 K.
Det inre paret bildar en spektroskopisk dubbelstjärna med en omloppsperiod på ca 10 år. År 2011 hade de en vinkelseparation på 309,8 ± 1,6 mas vid en positionsvinkel av 72,1°. Det finns en följeslagare med gemensam egenrörelse, betecknad Van Biesbroeck 3 eller WD 0743-340, med en vinkelseparation av 869,65 bågsekunder, vid en positionsvinkel av 2,81° från det inre paret. Denna är en vit dvärgstjärna med en klassificering av DC11.0 och en temperatur på 4 600 K, vilket gör den till en av de svalaste vita dvärgarna som är kända.